# Гуляйгород (альбом)
Гуляйгород — альбом українського рок-гурту «Тартак». Альбом записаний сумісно з фольклорним гуртом «Гуляйгород».

## Композиції
1. Ой нема того
2. Чорноморець
3. Рясна-красна
4. Туман яром
5. Приспівки
6. Ой учора в Куми
7. Василиха
8. Калина-малина
9. Сядай, сядай
10. Тиха-Тиха
11. Та нема гірш нікому
12. Мій народ